# Olympiska vinterspelen 1994
Olympiska vinterspelen 1994, de sjuttonde (XVII) olympiska vinterspelen, som hölls i Lillehammer, Norge. Norges andra olympiska spel. Lillehammer är den senaste "lilla" staden som haft värdskapet om ett olympiskt spel. Lillehammer har 25 000 invånare.

## Kandidatur
Lillehammer hade sökt spelen 1992 men då fått stryk av bland annat Falun. När man röstade om spelen 1988 i Seoul fick Lillehammer revansch. IOK hade 1986 bestämt att vinterspelen skulle separeras från sommarspelen, vinterspelen skulle nu hållas på de jämna år då det inte hölls sommarspel. Det ansågs vara tufft ur många synpunkter att arrangera både sommar- och vinterspel samma år.
Fyra städer sökte spelen. Förutom Lillehammer var det Östersund och Åre, Anchorage och Sofia. Sofia försvann i den första omgången medan Anchorage försvann i den andra röstomgången.
Så inför finalomgången var frågan var Anchorage 22 röster skulle hamna. Här var det Lillehammer som drog det längsta strået och tog 15 av Anchorages röster vilket gjorde att Lillehammer fick 45 röster mot Östersund 39. En ledamot avstod från att rösta. I efterhand är det många som anser att det här var Sveriges stora chans att få ett vinterspel.
Många ansåg att Östersunds, eller någon annan svensk stad, chanser att få ett vinterspel inom en snar framtid minskade radikalt med tanke på närheten till Lillehammer. Men Sverige fick ändå vara med på ett hörn i OS-förberedelserna och det var i samband med den olympiska eldens resa till Lillehammer.
Under invigningsceremonin påmindes det om Bosnienkriget som då pågick. Det påmindes om att Olympiska vinterspelen 1984 skedde i Sarajevo, den stad som under 1994 var en central punkt i Bosnienkriget då bland annat belägringen av Sarajevo pågick för fullt samtidigt som OS pågick i Lillehammer.
I sitt tal under avslutningsceremonin betecknade IOK-presidenten Juan Antonio Samaranch Lillehammers arrangemang som «the best winter games ever», en beteckning inget annat vinter-OS hedrats med.
| Omröstningsresultat | Omröstningsresultat | Omröstningsresultat | Omröstningsresultat | Omröstningsresultat | Omröstningsresultat |
| ------------------- | ------------------- | ------------------- | ------------------- | ------------------- | ------------------- |
| Stad                | Nation              | Rond 1              | Rond 2              | Rond 3              |                     |
| Lillehammer         | Norge               | 25                  | 30                  | 45                  |                     |
| Östersund/Åre       | Sverige             | 19                  | 33                  | 39                  |                     |
| Anchorage, Alaska   | USA                 | 23                  | 22                  | -                   |                     |
| Sofia               | Bulgarien           | 17                  | -                   | -                   |                     |

## Grenar
| - Alpin skidåkning - Backhoppning - Bob - Freestyle - Hastighetsåkning på skridskor - Ishockey |  | - Konståkning - Längdskidåkning - Nordisk kombination - Rodel - Short track - Skidskytte |

## Deltagande nationer
Totalt deltog 67 nationer. För Amerikanska Samoa, Armenien, Bosnien & Hercegovina, Georgien, Israel, Kazakstan, Kirgizistan, Moldavien, Ryssland, Slovakien, Tjeckien, Trinidad och Tobago, Ukraina, Uzbekistan och Vitryssland var det de första Olympiska vinterspelen. De flesta av de nationerna var forna sovjetrepubliker, efter den kollapsade unionen.
| - Amerikanska Jungfruöarna (8) - Amerikanska Samoa (2) - Andorra (2) - Argentina (10) - Armenien (2) - Australien (25) - Belgien (4) - Bermuda (1) - Bosnien och Hercegovina (10) - Brasilien (1) - Bulgarien (17) - Chile (3) - Cypern (1) - Danmark (4) - Estland (26) - Fiji (1) - Finland (61) | - Frankrike (98) - Georgien (5) - Grekland (9) - Island (5) - Israel (1) - Italien (104) - Jamaica (1) - Japan (57) - Kanada (95) - Kazakstan (29) - Kina (24) - Kirgizistan (1) - Kroatien (3) - Lettland (27) - Liechtenstein (10) - Litauen (4) - Luxemburg (1) | - Mexiko (1) - Moldavien (2) - Monaco (5) - Mongoliet (1) - Nederländerna (21) - Norge (88) (Värdnation) - Nya Zeeland (7) - Polen (28) - Portugal (2) - Puerto Rico (1) - Rumänien (23) - Ryssland (113) - San Marino (2) - Schweiz (59) - Senegal (2) - Slovakien (42) - Slovenien (22) | - Spanien (13) - Storbritannien (32) - Sverige (84) - Sydafrika (2) - Sydkorea (21) - Taiwan (2) - Tjeckien (63) - Trinidad och Tobago (2) - Turkiet (1) - Tyskland (112) - Ukraina (37) - Ungern (16) - USA (147) - Uzbekistan (7) - Vitryssland (33) - Österrike (80) |

## Medaljfördelning
Se Medaljfördelning vid olympiska vinterspelen 1994
      Värdnation (Norge)
| Pl. | Nation    | Guld | Silver | Brons | Totalt |
| --- | --------- | ---- | ------ | ----- | ------ |
| 1   | Ryssland  | 11   | 8      | 4     | 23     |
| 2   | Norge     | 10   | 11     | 5     | 26     |
| 3   | Tyskland  | 9    | 7      | 8     | 24     |
| 4   | Italien   | 7    | 5      | 8     | 20     |
| 5   | USA       | 6    | 5      | 2     | 13     |
| 6   | Sydkorea  | 4    | 1      | 1     | 6      |
| 7   | Kanada    | 3    | 6      | 4     | 13     |
| 8   | Schweiz   | 3    | 4      | 2     | 9      |
| 9   | Österrike | 2    | 3      | 4     | 9      |
| 10  | Sverige   | 2    | 1      | 0     | 3      |

### Fotnoter
1. ↑  ”Lillehammer 1994”. Sveriges olympiska kommitté. http://sok.se/olympiska-spel/tavlingar/spelen/lillehammer-1994.html. Läst 19 juli 2017.
2. ↑  SOK:S hemsida Arkiverad 13 januari 2010 hämtat från the Wayback Machine.